# Scleredema
Scleredema zwana również chorobą Buschkego, scleredemą Buschkego, scleredemą dorosłych – rzadka choroba skóry objawiającą się stwardnieniem skóry twarzy, pleców, karku oraz barków. Zajęta skóra może w niektórych przypadkach przybrać kolor czerwony lub pomarańczowy. Choroba została opisana przez Abrahama Buschkego. Przyczyna choroby jest nieznana. Najczęściej rozwija się ona w przebiegu cukrzycy, ostrej infekcji bakteryjnej lub wirusowej bądź dyskrazji monoklonalnej. Choroba jest przeważnie łagodna, samoograniczająca, jednak w niektórych przypadkach może mieć przebieg postępujący, z zajęciem narządów wewnętrznych. Bardzo rzadko prowadzi do śmierci.

## Etiologia i patogeneza
Przyczyna choroby nie jest znana, choć zauważono, że występuje ona głównie w przebiegu cukrzycy, dyskrazji monoklonalnych oraz ostrych infekcji bakteryjnych lub wirusowych górnych dróg oddechowych. Najczęstszą przyczyną są infekcje paciorkowcowe, głównie paciorkowcowe zapalenie gardła.
Podstawowym zaburzeniem jest odkładanie się mucyny w skórze i zajętych narządach wewnętrznych.
Nazwa choroby sugeruje błędnie występowanie obrzęku i zmian o typie twardziny, co nie ma tu miejsca.

## Objawy i przebieg
Głównym objawem jest stwardnienie skóry, które może dotyczyć twarzy, karku, górnej części pleców, barków. Chorzy zgłaszają zwykle problemy z uśmiechaniem, jedzeniem, zmniejszoną ruchomością barków. W przypadku zajęcia narządów wewnętrznych dochodzi do objawów ich niewydolności. W przeciwieństwie do twardziny może być zajęty język, powodując trudności w mówieniu. Dolne partie ciała i ręce są z reguły niezajęte.
Wyróżnia się 3 podgrupy, zależnie od choroby leżącej u podstawy. Każda z grup charakteryzuje się różnym przebiegiem i rokowaniem:
1. Scleredema adultorum (scleredema dorosłych) rozwija się po ostrej infekcji górnych dróg oddechowych
2. Scleredema w przebiegu gammapatii monoklonalnych
3. Sclerederma diabeticorum rozwijająca się w przebiegu cukrzycy

Typ pierwszy charakteryzuje się ostrym początkiem oraz samoistnym ustępowaniem w czasie od 6 miesięcy do 2 lat. Typ 2 i 3 ma podstępny początek i przewlekły, często nieustępujący przebieg. Scleredema diaberticorum przejawia się najczęściej jako stwardnienie z rumieniem górnej części pleców.

## Leczenie
Typ 1 ma przebieg samoograniczający i z reguły nie wymaga leczenia. W scleredemie towarzyszącej złośliwym chorobom rozrostowym szpiku (np. szpiczakowi) donoszono o ustępowaniu zmian w przebiegu chemioterapii. W leczeniu przewlekłej skleredemy stosowano z różnym efektem m.in. fototerapię, glikokortykosterydy, metotreksat, cyklosporynę A.

## Klasyfikacja ICD10
| kod ICD10     | nazwa choroby                                                  |
| ------------- | -------------------------------------------------------------- |
| ICD-10: M34.8 | Inne postacie stwardnienia układowego                          |
| ICD-10: P83.0 | Martwica podskórnej tkanki tłuszczowej noworodków (scleredema) |